# Albert Vogel (Pädagoge)
Albert U. Vogel (* 7. Februar 1940; † 13. August 2021) war Sonderschullehrer und bis 2015 Vorsitzender des Vereins INSEL e.V. (Initiative selbständiges Leben Behinderter) im Landkreis Ludwigsburg.
Vogel studierte Pädagogik und von 1968 bis 1969 Sonderpädagogik mit der Fachrichtung Körperbehindertenpädagogik. Danach unterrichtete er als Lehrer an verschiedenen Sonderschulen. Als Fachschulrat und Mitarbeiter in der Schulleitung einer privaten Heimsonderschule war Vogel maßgeblich am Neubau der neuen staatlichen Heimsonderschule für Körperbehinderte Markgröningen der heutigen August-Hermann-Werner-Schule beteiligt.
Aus der Laudatio zur Pensionierung des Albert Vogel 2003 (durch die zuständige Landesministerin Monika Stolz):

„1983 gründeten Sie den Verein INSEL e.V. zur Schaffung von ambulanten Wohnmöglichkeiten für Behinderte. 1989 wurde die erste INSEL-Wohngemeinschaft in Markgröningen eröffnet. Dies war die erste in Deutschland bestehende Alternative zur Heimunterbringung. Drei junge Menschen erhielten hier die Möglichkeit, selbständig zu leben und ihren Alltag nach eigenen Wünschen und Bedürfnissen zu gestalten. Vogel übernahm persönlich die sozialpädagogische Betreuung, wofür es zum damaligen Zeitpunkt noch keine Fördermittel gab... Zusätzlich besteht eine Geschäftsstelle, in der fünf Arbeitsplätze, darunter drei für schwerbehinderte Menschen, entstanden sind. Vor dem Hintergrund, dass bis zur Gründung der INSEL e.V. im gesamten Bundesgebiet keine vergleichbare Wohnform existiert hat, sind die Idee und die Realisierung einzigartig gewesen. Andere Vereine und Kommunen orientieren sich an Ihren Erfolgen und verwirklichen vergleichbare Lösungen. Durch Ihre Arbeit und Einsatz gewinnt das Leben eines Menschen mit Behinderung eine neue Qualität: Selbstbestimmung, Teilhabe und schließlich Integration werden maßgeblich erleichtert.“
Seit 2002 war Vogel 2. Vorsitzender des Vereins „Gemeinsam e.V. für Menschen mit Körper- und Mehrfachbehinderung im Kreis Ludwigsburg“.

## Ehrungen
- 2007 Bundesverdienstkreuz am Bande[2]